# Тропическая лихорадка (фильм)
«Тропическая лихорадка» (англ. Jungle Fever), в другом переводе «Лихорадка джунглей» — кинофильм о трудностях межрасовых отношений.

## Сюжет
Чернокожий преуспевающий архитектор Флиппер (Уэсли Снайпс) влюбляется в свою новую секретаршу-итальянку Энжи (Аннабелла Шиорра) и изменяет своей жене. Рассказав об этом своему другу Сайрусу (Спайк Ли), он не берёт во внимание, что жена друга является подругой его собственной жены. Происходит семейная ссора, и Флиппер оказывается на улице. Его возлюбленная рвёт отношения со своим парнем Полли и, придя домой, подвергается избиению со стороны отца на почве расовой ненависти. Оказавшись вдвоём, Флиппер и Энжи пытаются начать совместную жизнь, пренебрегая при этом всеми расовыми предрассудками.

## В ролях
- Уэсли Снайпс — Флиппер Пьюрифай
- Аннабелла Шиорра — Энджи Туччи
- Спайк Ли — Сайрус
- Осси Дэвис — преподобный доктор Пьюрифай
- Руби Ди — миссис Пьюрифай
- Сэмюэл Л. Джексон — Гейтор Пьюрифай
- Лонетт Макки — Дрю Пьюрифай
- Джон Туртурро — Поли Карбоне
- Фрэнк Винсент — Майк Туччи
- Энтони Куинн — Лу Карбоне
- Хэлли Берри — Вивиан
- Тайра Феррелл — Орин Гуд
- Вероника Уэбб — Вера
- Майкл Империоли — Джеймс Туччи
- Николас Туртурро — Винни
- Майкл Бадалукко — Фрэнки Боц
- Деби Мейзар — Дениз
- Тим Роббинс — Джерри
- Брэд Дуриф — Лесли
- Тереза Рэндл — Инес
- Куин Латифа — Лашоун